# Liste d'accidents aériens dans les années 2010
Pour un article plus général, voir Liste de listes d'accidents aériens.
Cet article présente une liste d'accidents aériens dans les années 2010.

## Années 2010

### 2010
- 25 janvier 2010 : à Beyrouth, au Liban, le vol 409 Ethiopian Airlines assuré par un Boeing 737, de la compagnie Ethiopian Airlines s'abîme en mer peu après le décollage, avec 90 personnes à bord, dont l'épouse de l'ambassadeur de France au Liban. Il n'y a pas de survivants.
- 10 avril 2010 : à Smolensk, en Russie, le crash d'un Tupolev 154 à l'atterrissage, après avoir accroché un arbre et avoir pris feu, tue les 96 passagers, dont le président polonais Lech Kaczyński, son épouse, le chef d'état-major de l'armée polonaise, le général Franciszek Gągor, le président de la Banque nationale Slawomir Skrzypek, le vice-ministre des Affaires étrangères Andrzej Kremer (en), le vice-président du Parlement Jerzy Szmajdziński et plusieurs députés. Ils se rendaient en Russie pour une cérémonie à Katyń, où plusieurs milliers d'officiers polonais avaient été exécutés en 1940 par la police secrète soviétique.
- 12 mai 2010 : à Tripoli, en Libye, le crash d’un Airbus A330 à cinq cents mètres de la piste d'atterrissage de l'aéroport international de Tripoli[1]. Le vol 771, en provenance de l'aéroport de Johannesbourg en Afrique du Sud, assuré par un A330-200 de la compagnie libyenne Afriqiyah Airways transportait 93 passagers et 11 membres d'équipage. Tous sont morts à l'exception d'un enfant, un garçon néerlandais âgé de neuf ans.
- 17 mai 2010 : en Afghanistan, le vol 112 Pamir Airways, un Antonov An-24 faisant la liaison entre l'aéroport de Kunduz et l'aéroport international de Kaboul s'écrase à Salang Pass dans la province de Parwân, environ 100 km au nord de Kaboul. Il y avait 43 personnes à bord, 38 passagers et cinq membres d'équipage.
- 22 mai 2010 : en Inde, le vol 812 Air India Express, un Boeing 737-800 d'Air India Express faisant la liaison entre l'aéroport international de Dubaï et l'aéroport international de Mangalore en Inde, s'est écrasé à environ 6 h 30 (heure locale) après avoir raté la piste d'atterrissage (l'avion a glissé sur la piste qui était mouillée à cause de la pluie). Il a fini 1 km plus loin dans une colline. Il y avait 166 personnes à bord, 160 passagers et 6 membres d'équipage, il y a 8 survivants.
- 28 juillet 2010 : au Pakistan, le vol 202 Airblue, un Airbus A321 de la compagnie Airblue, ralliant Karachi à Islamabad, s'écrase avec 152 personnes à bord.
- 24 août 2010 : le vol 8387 Henan Airlines (en), avec 96 personnes à bord, s'est écrasé lors de l'atterrissage à l'aéroport de Yichun, dans la province de Heilongjiang (Nord-Est de la Chine), faisant 42 morts. L'appareil, un Embraer 190 de conception brésilienne, s'est écrasé et a pris feu en atterrissant de nuit et dans le brouillard.
- 25 août 2010 : Accident d'un Let L-410 à Bandandu. En république démocratique du Congo, un vol FILAIR, un avion Let L-410 Turbolet reliant l'aéroport de Ndolo (Kinshasa) à celui régional de Bandundu, s'écrase sur une maison à environ 500 kilomètres de sa destination, à 13 h (heure locale). Il transportait 21 personnes. 20 personnes sont tuées dont 17 passagers et trois membres d'équipage. Le propriétaire belge de la compagnie, alors aux commandes, Daniel Philemotte, fait partie des victimes. Un seul passager s'en sort blessé. Aucune victime au sol n'est par contre à déplorer. Les raisons de l'accident restent toujours confuses. Selon le rescapé, c'est la présence d'un petit crocodile à bord, dissimulé dans un sac par un passager, qui aurait provoqué le déséquilibre de l'appareil par l'afflux des passagers effrayés vers l'avant. Une vidéo présentant le crocodile vivant sortant des débris avant d'être tué par la foule semble confirmer cette version. Mais la MONUC fait état de l'absence d'explosion ou incendie, accréditant la théorie d'une panne de carburant développée par les médias. Pour la compagnie, il s'agirait d'un acte de sabotage orchestré par la concurrence.
- 4 novembre 2010 : Durant le Vol 32 Qantas, un A380 de Qantas se voit obligé de réaliser un atterrissage d'urgence à Singapour (WSSS), qui est son aéroport de Départ, car il a subi une explosion du moteur numéro 2 qui a perforé l'aile gauche de l'avion, ce qui a engendré une fuite de carburant et endommagé des circuits hydrauliques. Le commandant de bord, Richard De Crespigny réussit à poser l'appareil sur une piste longue de 4 kilomètres, néanmoins, il lui a fallu 3,830 km pour s'arrêter. Il n'y a eu aucun mort ni blessé.
- 4 novembre 2010 : le vol 883 Aero Caribbean, un ATR-72 s'écrase dans le centre de Cuba dans des conditions météo difficiles. Les 68 occupants y ont laissé leur vie.
- 15 décembre 2010 : un de Havilland Canada DHC-6 Twin Otter (à deux turbopropulseurs) assurant au Népal le vol charter régional de Tara Air (filiale de Yeti Airlines) entre Lamidanda et la capitale Katmandou, s’écrase sur une colline au pied de l’Himalaya, tuant ses 22 occupants. Triste coïncidence : le copilote tué dans ce crash devait se marier en 2010 avec la copilote du vol fatal d’Agni Air du 24 août 2010.

Total : (10)

### 2011
- 1er janvier 2011 : vol 348 Kolavia, un Tupolev Tu-154, brûle entièrement sur la piste de décollage, il est évacué mais trois personnes meurent.
- 9 janvier 2011 : vol 277 Iran Air- un Boeing 727 s'écrase à 16h45 TU à Orumiyeh en Iran. Sur 105 personnes, on dénombrera 77 victimes[2]. L'accident serait dû au mauvais temps et au brouillard.
- 14 février 2011 : vol 731 Central American Airways, un Let L-410 Turbolet s'écrase lors de son approche de l'aéroport de Tegucigalpa, au Honduras, tuant 14 personnes.
- 21 mars 2011 : vol Trans Air Congo- un Antonov An-12 s'écrase lors de son approche de l'aéroport de Pointe-Noire en république du Congo, causant le décès de 23 personnes (dans l'avion et au sol).
- 4 avril 2011 : vol Georgian Airways - un Bombardier CJR 100, affrété par les Nations unies dans le cadre d'une mission en république démocratique du Congo, s'écrase à Kinshasa lors de son atterrissage. Bilan: 32 morts, un seul survivant.
- 7 mai 2011 : vol 8968 Merpati Nusantara Airlines - un Xian MA60 s'abîme en mer lors de son approche de l'aéroport de Kaimana (en), en Indonésie. 25 personnes sont tuées[3].
- 18 mai 2011 : vol 5428 Sol Líneas Aéreas - un Saab 340 s'écrase dans la région de Prahuaniyeu (en), Rio Negro, Argentine. L'avion volait entre Neuquén et Comodoro Rivadavia. 22 personnes sont décédées[4].
- 20 juin 2011 : Vol 9605 RusAir - 47 personnes meurent dans l'accident d'un Tupolev Tu-134 en république de Carélie (Russie). L'appareil, qui transportait 52 personnes, s'est écrasé sur une route lors de son approche.
- 8 juillet 2011 : vol 952 Hewa Bora Airways - un Boeing 727 s'écrase en tentant de se poser à l'aéroport international de Kisangani Bangoka, dans l'Est de la république démocratique du Congo. Il y aurait eu 74 victimes sur les 118 personnes à bord.
- 13 juillet 2011 : vol 4896 Noar Linhas Aeréas- un Let L-410 Turbolet s'écrase peu après son décollage de Recife, au Brésil, tuant les 16 personnes à bord.
- 26 juillet 2011 : un Lockheed C-130 Hercules des Forces aériennes royales du Maroc transportant des militaires et leurs familles s’est écrasé dans une région montagneuse, non loin de Guelmim, au sud du Maroc, faisant 80 morts, soit tous les passagers de l’appareil.
- 20 août 2011 : un Boeing 737-200 combi de la compagnie First Air, vol 6560, s'écrase à l'approche de Resolute Bay, Nunavut, Canada. Sur les 15 passagers, 12 meurent. L'enquête démontra un manque de repères entre nord magnétique et pôle Nord géographique.
- 2 septembre 2011 : un CASA C-212 de la Force aérienne chilienne s'écrase au large de l'archipel Juan Fernández tuant ses 21 passagers et membres d'équipage[5].
- 7 septembre 2011 : Vol 9633 Yak-Service, accident de l'avion transportant le Lokomotiv Iaroslavl- 44 personnes trouvent la mort dans le crash de leur Yakovlev Yak-42, datant de 1993, à Iaroslavl en Russie. Il n'y a eu qu'un seul survivant, un membre de l'équipage. L'avion, opéré par YAK Service, s'est abimé dans la Volga au décollage et a pris feu.
- 25 septembre 2011 : vol 103 Buddha Air - un Beechcraft 1900 s'écrase à 7,8 km de l'aéroport de Katmandou (Népal) tuant ses 19 occupants[6].
- 29 septembre 2011 : vol Nusantara Buana Air (en) - un CASA C-212 s'écrase en Indonésie avec ses 18 occupants. Aucun survivant.
- 13 octobre 2011 : le vol Airlines PNG 1600 s'écrase lors de son approche de l'aéroport de Madang, alors qu'il effectuait en Papouasie-Nouvelle-Guinée la liaison Lae-Madang. Parmi les 32 occupants de l'appareil, 28 meurent dans la catastrophe.

Total : (16)
2011, année la plus sûre pour l'aérien. Le taux d'accidents d'avions recensé en 2011 est le plus faible enregistré depuis la Seconde Guerre mondiale, soit au moment où l'aviation civile s'est développée, selon les données de l'International Air Transport Association (IATA). Le taux d'accidents en 2011 a été de 0,34 % par million de vols, ce qui constitue un record. Ce chiffre est 52 % inférieur à la moyenne des cinq dernières années. En 2001, la moyenne était de 1,05 % par million. En 2011, 486 personnes sont mortes dans un accident aérien, soit le chiffre le plus bas depuis 2006. Jusque-là, le chiffre le plus bas avait été atteint en 2008, avec 502 victimes. L'Afrique reste la zone la plus dangereuse. La moyenne y atteint 3,93 % d'accidents graves par million de vols. En Amérique latine, ce chiffre atteint 1,43 % par million. En Amérique du Nord, on recense un accident sur les dix millions de vols enregistrés, tandis qu'en Europe, aucun accident n'est à déplorer cette année.

### 2012
- 14 janvier 2012 : un F15 des Forces armées saoudiennes percute accidentellement un Mirage 2000 de l'Armée de l'air française lors d'un entraînement en Arabie saoudite, l'avion français perd son aile droite et son moteur ce qui force le pilote à s'expulser, il survit mais gardait encore des séquelles physiques et psychologiques en 2020 à cause du choc estimé à entre 18G et 20G qu'il a reçu lors de l'éjection[8].
- 12 février 2012 : en république démocratique du Congo, un jet Gulfstream G200 rate son atterrissage à l’aéroport de Kavumu à Bukavu et tue 5 personnes dont les deux pilotes et Augustin Katumba Mwanke, député, ancien gouverneur du Katanga et conseiller spécial du chef de l’État Joseph Kabila. Au nombre de 9 les survivants, tous blessés, figurent le ministre des Finances et le gouverneur du Sud-Kivu. Deux des morts sont des paysans atteints à terre par l'appareil. Les pilotes qui avaient une totale méconnaissance de l'unique piste de Kavumu, longue de 2 000 m, n'ont touché le tarmac qu'à 800 m seulement de la fin de piste et le jet a terminé sa course dans un ravin, 20 m en contrebas[9].
- 15 mars 2012 : Vol Evenes-Kiruna Force aérienne royale norvégienne. Un Lockheed C-130 Hercules de l'armée norvégienne qui devait relier Evenes, en Norvège du nord, à Kiruna, en Suède, s'est écrasé dans le mont Kebnekaise au nord de la Suède[10]. L'avion participait à un exercice militaire de l'OTAN et il semblerait qu'il ait heurté une montagne, la visibilité étant très réduite à cause d'un fort brouillard[11]. La recherche de l'épave a été rendue difficile à cause d'une avalanche qui aurait été déclenchée par le crash. Les cinq occupants, des officiers de l'armée norvégienne, sont morts.
- 2 avril 2012 : un ATR 72 de l'Utair, de fabrication franco-italienne, reliant Tioumen à Sourgout (Sibérie occidentale), s’est écrasé peu après le décollage avec 43 personnes à bord dont 31 meurent[12]. Le crash serait dû à un problème de non-dégivrage[13].
- 20 avril 2012 : Le Boeing 737-200 du vol 213 Bhoja Air s’écrase près de l’aéroport international d’Islamabad (Pakistan) faisant 127 morts. L'accident a été causé par la mauvaise météo, a assuré son propriétaire, la compagnie privée Bhoja Air. Elle écarte tout problème technique sur cet appareil vieux de près de 30 ans.
- 5 mai 2012 : Un Piper PA-42 Cheyenne, affrété dans cadre d’une évacuation sanitaire aérienne entre Saint-Martin et la Martinique, appartenant à la compagnie TAI (Transports Aériens Intercaraïbes) s'abîme en mer peu après son décollage de Saint-Martin. Outre le pilote, il transportait vers la Martinique un patient, un médecin et un infirmier. Aucun des 4 occupants n'a survécu.
- 9 mai 2012 : un vol de démonstration assuré par un Soukhoï Superjet-100 (russe) se termine par l’écrasement de l’appareil contre le sommet d’un volcan, au sud de Djakarta (Indonésie). Il n'y a aucun survivant parmi les 45 personnes à bord dont 35 acheteurs potentiels de ce type d'avion et des journalistes.
- 14 mai 2012 : un Dornier 228 de la compagnie népalaise Agni Air, assurant le vol régional au Népal Pokhora - Jomson, s’écrase lorsqu'une de ses ailes heurte un flanc de montagne à moins de 300 m de la piste de l’aérodrome de Jomson (connu comme le plus dangereux du monde), tuant 15 des 21 occupants dont les deux pilotes népalais. Il y a six survivants, tous blessés, dont une hôtesse de l’air et un couple de Danois, seuls étrangers à bord.
- 2 juin 2012 : un avion-cargo Boeing 727 de la compagnie Allaed Air Cargo est sorti de piste à l'aéroport international d'Accra au Ghana et a écrasé un minibus qui circulait derrière la piste faisant 10 morts ; les quatre membres d'équipage du Boeing ont survécu.
- 3 juin 2012 : un McDonnell Douglas MD-83 de la compagnie Dana Air qui venait de la ville de Abuja s'est écrasé dans la banlieue de Lagos au Nigeria sur un immeuble de deux étages. Les 153 personnes à bord (dont 6 membres d'équipage) et une quarantaine de personnes au sol[réf. souhaitée] ont été tuées.
- 10 juin 2012 : un hélicoptère de la police kényane de type Eurocopter AS350 s'écrase à proximité de Nairobi au Kenya, tuant ses six occupants. Parmi les victimes figure le ministre de l'intérieur George Saitoti[14].
- 28 juillet 2012 : un Beechcraft King Air B200GT privé qui effectuait un voyage entre Belo Horizonte et Juiz de Fora s'écrase dans une zone boisée à proximité de l'aéroport de la ville[15]. L'avion avait auparavant fait trois tentatives d'atterrissage ratées, à cause d'un fort brouillard qui rendait la visibilité nulle[16]. Les 8 occupants de l'appareil, parmi lesquels figuraient des membres importants de la direction d'une firme locale, sont morts.
- 22 août 2012 : un Let L-410 Turbolet qui a décollé de Ngerende au Kenya avec 13 personnes à bord (11 passagers et deux membres d'équipage) pour assurer un vol intérieur s'est écrasé à peine quelques secondes après le décollage, à la suite d'un problème ascensionnel lié à une mauvaise direction du vent[17]. Ne parvenant pas à prendre de l'altitude, il a piqué à environ 1 km de la piste et s'est écrasé dans un marais, faisant quatre morts et neuf blessés[18]. l'avion transportait des touristes étrangers au-dessus du Masai Mara, une réserve nationale célèbre pour ses safaris.
- 28 septembre 2012 : un Dornier 228-202[19] transportant 16 passagers et trois membres d'équipage, à destination de Lukla (Népal), s'écrase peu après le décollage de Katmandou, s'embrase et il n'y a aucun survivant[20]. Un vautour aurait heurté l'hélice droite.
- 30 septembre 2012 : un Cessna 414[21] bimoteur parti d'Innsbruck, en Autriche, et à destination de Valence, en Espagne, s'est écrasé dans une forêt de la région alpine du Tyrol une vingtaine de minutes après le décollage, faisant six morts et deux blessés[22]. Un épais brouillard a peut-être contribué au crash[23].
- 9 novembre 2012 : un avion transportant du papier fiduciaire pour la Banque d'Algérie s'écrase en Lozère à la suite du gel de sa gouverne de profondeur à piquer, lui faisant dépasser sa vitesse maximale autorisée jusqu'à rupture de l’empennage. Aucun des six occupants n'a survécu[24].
- 30 novembre 2012 : Un avion-cargo gros porteur Iliouchine Il-76 appartenant à une compagnie aérienne arménienne spécialisée dans le transport de fret, qui effectuait un vol entre Pointe-Noire et Brazzaville s'est écrasé à l'atterrissage à l'aéroport de Brazzaville[25]. L'avion, qui transportait quatre véhicules et d'autres marchandises pour le compte d'une compagnie locale, semble avoir été pris dans un violent orage lors de sa phase d'approche[26]. N'ayant pas pu freiner suffisamment lors de l'atterrissage, l'avion est sorti de la piste, a détruit plusieurs habitations sur son passage avant de tomber dans un ravin où il s'est enflammé[27]. Les cinq membres d'équipage, tous arméniens, sont morts, ainsi que beaucoup de personnes au sol. Le bilan approximatif serait de 32 morts, sans compter les blessés.
- 6 décembre 2012 : un Douglas DC-3 de l'armée de l'air sud-africaine qui effectuait un vol entre Pretoria et Mthatha[28] avec 11 occupants à son bord (cinq passagers et six membres d'équipage) s'est écrasé dans la région montagneuse du Drakensberg[29]. Il n'y a aucun survivant.
- 9 décembre 2012 : un Learjet 25 qui effectuait un vol régional mexicain entre Monterrey et Toluca s'est écrasé dans l'État du Nuevo León, à environ 200 km au sud de son aéroport de départ, ne laissant aucun survivant[30]. L'avion transportait la chanteuse Jenni Rivera, 4 autres passagers et les deux pilotes[31].
- 25 décembre 2012 un Antonov An-72 à l'approche de la ville de Chymkent au Kazakhstan, s'écrase, tuant ses 27 occupants. L'accident a eu lieu en raison de mauvaises conditions météorologiques. Parmi ses victimes figurent le directeur du service de gardes-frontières, Tourganbek Stambekov, et un groupe d'officiers du commandement général de ce service, ainsi que des membres du commandement régional, qui étaient à Astana le 25 décembre pour participer au Conseil militaire des gardes-frontières[32].
- 25 décembre 2012 Crash d'un avion en Birmanie, un Fokker-100 d'Air Bagan, parmi les 68 passagers, deux tués et 11 personnes blessées[33].
- 29 décembre 2012 : vol 9268 de Red Wings Airlines ; vers 16 h 30 (heure locale), un Tupolev 204 de la compagnie russe Red Wings Airlines s'est écrasé à l'atterrissage, a pris feu et a terminé sa course au bord de l'autoroute de Kiev très fréquentée, proche de l'aéroport de Vnoukovo, dans l'Ouest de Moscou. L'avion, qui transportait huit membres d'équipage et aucun passager, revenait de République tchèque après avoir transporté des personnes de Moscou à l'aéroport de Pardubice, dans la proche région de Prague. Cinq personnes ont été tuées et trois gravement blessées. Un problème du système de freinage serait à l'origine de l'accident.

Total : (21)

### 2013
- 5 janvier 2013 : un avion de tourisme bimoteur s'écrase peu après son décollage de l'aéroport de Grenoble (France). Les cinq passagers de l'appareil immatriculé au Maroc meurent dans le crash. Il s'agissait d'une famille venue passer des vacances à Méribel, en Savoie[34].
- 29 janvier 2013 : 21 morts dans le crash d'un Bombardier CRJ-200 d'une compagnie régionale du Kazakhstan alors qu'il approchait de l'aéroport d'Almaty, entouré d'un épais brouillard.
- 9 février 2013 : un Cessna de tourisme s'écrase au décollage à Charleroi (Belgique), l'accident fait cinq morts dont trois enfants.
- 13 février 2013 : un Antonov An-24 de la compagnie aérienne South Airlines (en) (desservant des lignes intérieures ukrainiennes), qui transportait des supporteurs de football pour un match Shakhtar Donetsk/Borussia Dortmund, s'écrase à l'atterrissage à Donetsk (Est de l'Ukraine), faisant cinq morts.
- 6 mars 2013 : Un Fokker F50 de la compagnie congolaise CAA immatriculé 9Q-CBD s’écrase près de Goma (république démocratique du Congo) pour des raisons encore inexpliquées. Il y a au moins six morts.
- 14 mars 2013 : Un avion bimoteur de type Embraer-821 qui effectuait une liaison entre Belem et Almeirim (Brésil) s'écrase dans une zone forestière dense, apparemment près de sa destination finale[35]. Le pilote et les neuf passagers de l'appareil, qui étaient tous employés d'une compagnie locale, sont morts[36].
- 13 avril 2013 : un Boeing 737-800 opérant le vol Lion Air 904 s'écrase dans la mer de Bali à 1,1 km de la piste ou il devait atterrir. Sur 101 passagers et sept membres d'équipage, aucun morts et 46 blessés (dont quatre graves) ont été déclarés.
- 29 avril 2013 : un avion-cargo civil (un Boeing 747-400BCF[37]) opérant pour le compte de l'OTAN déployé en Afghanistan s'écrase peu après avoir décollé de la base aérienne de Bagram, près de Kaboul: 7 morts[38],[39].
- 6 juillet 2013 : Vol Asiana Airlines 214. Un Boeing 777 de la compagnie sud-coréenne Asiana Airlines en provenance de Séoul rate son atterrissage et se casse en deux à l'aéroport de San Francisco (Californie). Sur les 307 personnes à bord (291 passagers et 16 membres d'équipage), trois sont mortes et 181 sont blessées[40].
- 8 juillet 2013 : un De Havilland DHC-3 Otter avec à son bord le pilote et neuf passagers s'écrase sur l'aéroport de Soldotna, en Alaska, et prend feu, tuant tous ses occupants[41],[42].
- 19 octobre 2013 : un Pilatus PC-6 s'écrase 10 minutes après le décollage de l'aérodrome de Temploux, près de Namur (Belgique). Les dix parachutistes civils à bord et le pilote sont tués[43]. (Accident du Pilatus 00-NAC)
- 23 octobre 2013 : un ATR72 de la compagnie laotienne Lao Airlines, assurant la liaison entre la capitale Vientiane et la ville de Pakse (province de Champasak), dans le sud du Laos, s'abîme dans le Mékong au Laos (à environ 8 km de Paksé), provoquant la mort des 39 passagers et des 5 membres de l'équipage. Il n'y a aucun survivant.
- 29 novembre 2013 : le vol 470 LAM Mozambique Airlines, assurant la liaison entre Maputo (Mozambique) et Luanda (Angola), s'écrase dans le nord de la Namibie, tuant les 33 personnes à bord. L’enquête a conclu que le commandant de bord a volontairement crashé l’avion.

Total : (13)

### 2014
- 11 février 2014 : un Lockheed C-130 Hercules appartenant à l'armée de l'air algérienne qui devait relier la préfecture de Tamanrasset à celle de Constantine, s'est écrasé sur le mont Fortas dans la Wilaya d'Oum El Bouaghi aux environs de 11 h 0 (TU), causant ainsi la mort de 77 personnes et un blessé grave[44].
- 8 mars 2014 : un Boeing 777-200ER assurant le vol 370 Malaysia Airlines de Kuala Lumpur à Pékin disparait des écrans radars une heure après son décollage avec 227 passagers et 12 personnels d’équipage. À ce jour, l'avion qui s'est vraisemblablement abîmé dans les eaux du Sud de l'océan Indien n'est toujours pas retrouvé, ce qui laisse libre cours à toutes les rumeurs.
- 17 juillet 2014 : Un Boeing 777-200, assurant le Vol 17 Malaysia Airlines entre Amsterdam et Kuala Lumpur, s'est écrasé en Ukraine, aux abords de la ville de Chakhtarsk en république autoproclamée de Donetsk avec à son bord, 298 personnes. Selon les enquêteurs, l'avion a été abattu par un missile sol-air Buk SA17 tiré par les pro-russes, ce que confirme l'administration américaine ainsi que les représentants de l'UE.
- 23 juillet 2014 : Un ATR-72-200, immatriculé B-22810 de la compagnie TransAsia Airways, assurant le Vol 222 TransAsia Airways (Kaohsiung - Magong), s'est écrasé à Magong (Taïwan) après avoir heurté un immeuble d'habitation. Le bilan[45] fait état d'au moins 51 morts sur les 58 passagers dont quatre membres d'équipage (2PNT 2PNC).
- 24 juillet 2014 : Un MD-83 espagnol de la compagnie Swiftair, affrété par Air Algérie pour assurer le Vol 5017 Air Algérie s'écrase à 1 h 47 au Mali au sud de Gao, alors qu'il ralliait Alger depuis Ouagadougou (Burkina Faso), 50 minutes après son décollage. Il y avait 116 personnes à bord. Il n'y a aucun survivant[46].
- 10 aout 2014 Un An-140 (Antonov 140) iranien de la compagnie intérieure Sepahan Airlines, assurant le vol 5915 Sepahan Airlines s'est écrasé à 09h18L (0418Z) à moins de cinq kilomètres de l'aéroport de Téhéran avec 40 passagers et huit membres d'équipage[47].
- 13 aout 2014 Lors de l'accident aérien du Cessna Citation 560 XLS+ utilisé comme avion de campagne électorale, qui s'est écrasé sur un gymnase d’une zone résidentielle de Santos, au Brésil, sept personnes, cinq passagers et deux pilotes sont tous décédées. Eduardo Campos, candidat à l’élection présidentielle d’octobre 2014 au Brésil, figure parmi les victimes.
- 28 décembre 2014, un A320-200 immatriculé PK-AXC opérant le Vol 8501 AirAsia s'écrase en mer de Java à 06h16L (0016Z). L'appareil assurait la liaison Surabaya (Indonésie) - Junada international Airport, à Singapour - Changi airport avec 162 passagers à son bord[48].

### 2015
- Le 4 février 2015, à 10 h 35 locales (0235Z), un ATR 72-600 assurant le vol 235 de la compagnie taïwanaise TransAsia Airways entre Taïpei-Songshan et l'île de Kinmenun s'est écrasé peu après son décollage, percutant un véhicule ainsi que le bord d'un pont routier à Taïwan avant de s'écraser dans la rivière en contrebas[49]. L'avion comportait 58 personnes à bord. Bilan : 15 survivants et 43 morts[50],[51].
- Le 24 mars 2015, un Airbus A320 assurant le vol 9525 Germanwings, s'écrase en France. L'avion comportait à son bord 144 passagers et 6 membres d'équipage, tous décédés[52]. Le copilote, souffrant vraisemblablement de graves troubles mentaux, a fait s'écraser l'avion et ses passagers après s'être enfermé dans le poste de pilotage.
- Le 30 juin 2015, un Hercules C-130 s’est écrasé avec 122 personnes à bord, dans une zone résidentielle de la ville de Medan dans le nord de l’île de Sumatra[53]. En ajoutant les victimes au sol, le bilan s’élève à 142 morts.
- Le 16 août 2015, un ATR 42-300 de la compagnie aérienne Trigana Air Service assurant le Vol 257 Trigana Air Service s'est écrasé dans les montagnes du centre de la Nouvelle-Guinée dans la province indonésienne de Papouasie. Les 54 personnes à bord ont toutes péri[54].
- Le 31 octobre 2015, un Airbus A321 assurant le Vol Kogalymavia 9268 d'une compagnie charter russe reliant Charm el-Cheikh en Égypte à Saint-Pétersbourg en Russie avec 224 personnes à bord s'est disloqué en plein vol, à la suite d'un attentat à la bombe, dans le Sinaï égyptien. Tous les passagers ont péri.
- Le 4 novembre 2015, un Antonov s'est écrasé peu après avoir décollé de l'aéroport de Djouba, la capitale du Soudan du Sud avec un nombre indéterminé de passagers. 41 corps ont été retrouvés sur le site de l'accident, il y aurait deux survivants mais il pourrait y avoir de nombreuses victimes supplémentaires au sol[55].

### 2016
- Le 24 février 2016, au Népal, un avion assurant le vol 193 Tara Air s'écrase avec 23 personnes à bord, dont deux enfants. Le contrôle aérien a perdu le contact avec l'avion, un Twin Otter, huit minutes après son décollage de la localité de Pokhara à destination de Jomsom, une localité himalayenne. Il n'y a aucun survivant[56],[57].
- Le 19 mars 2016, un B737 de Flydubai, le vol fz981, qui a décollé de Dubaï (Émirats arabes unis) s'écrase lors de son atterrissage à l'aéroport de Rostov-sur-le-Don. Parmi les 55 passagers et les 7 membres d'équipage, personne n'a survécu. L'accident serait dû à des erreurs de pilotage et à de mauvaises conditions météorologiques[58].
- Le 19 mai 2016, le vol 804 EgyptAir, un Airbus A320 de la compagnie EgyptAir, assurant la liaison entre l'aéroport de Paris-Charles-de-Gaulle (France) et l'aéroport international du Caire (Égypte) s'est abimé en mer Méditerranée. Aucun survivant sur les 56 passagers et 10 membres d'équipage.
- Le 28 novembre 2016, le vol 2933 LaMia Airlines, un Avro RJ-85 de la compagnie LaMia, en provenance de l'aéroport international de Viru Viru (Bolivie) et à destination de l'aéroport international José María Córdova (Colombie), s'est écrasé peu avant sa destination finale. Le vol transportait notamment l'équipe de football brésilienne de Chapecoense. Sur les 77 passagers et membres d'équipage, seuls 6 occupants ont survécu[59].
- Le 7 décembre 2016, le vol 661 Pakistan International Airlines, un ATR 42 de la compagnie Pakistan International Airlines, en provenance de l'aéroport de Chitral (en) (Pakistan) et à destination de l'aéroport international Benazir Bhutto (Pakistan), s'est écrasé à proximité de la ville d'Abbottabad. L'appareil transportait 42 passagers et cinq membres d'équipage. Il n'y a aucun survivant.
- Le 25 décembre 2016, accident aérien du Tupolev Tu-154 russe en 2016. Un Tupolev Tu-154 des Forces armées russes en provenance de l'aéroport de Sotchi (Russie) et à destination de la base aérienne de Hmeimim (Syrie) s'est écrasé en mer Noire peu après son décollage. L'appareil transportait notamment un chœur de l'Armée rouge. Aucun survivant sur les 84 passagers et 8 membres d'équipage[60].

### 2017
D'après les statistiques de l'ASN, publiées début 2018, 2017 est l'année la plus sûre depuis 1946 avec 10 accident civils qui ont tué 44 personnes.
- Le 16 janvier 2017, le vol 6491 Turkish Airlines, un Boeing 747-400F cargo de la compagnie Turkish Airlines, opéré par ACT Airlines (en), s'est écrasé sur un village à proximité de l'aéroport de Manas (Kirghizistan). L'appareil assurait un vol entre l'aéroport de Hong Kong et l'aéroport d'Istanbul-Atatürk, avec escale à Manas. Les quatre membres d'équipage ainsi que 35 personnes au sol ont été tués dans l'accident.
- Le 7 juin 2017, un Shaanxi Y-8 militaire s'abîme en mer d'Andaman. L'avion avait décollé de l'Aéroport international de Mergui (Birmanie) à destination de l'Aéroport international de Yangon (Birmanie). L'accident serait dû à une formation de givre sur les ailes entraînant un décrochage. Sur les 122 personnes à bord, il n’y a aucun survivant.
- Le 31 décembre 2017, au Costa Rica, un Cessna 208 Caravan de la compagnie Nature Air s'écrase contre une montagne. Il n'y a aucun survivant parmi les 12 personnes à bord.

### 2018
- Le 11 février, lors du vol 703 Saratov Airlines, un Antonov An-148 de la compagnie russe Saratov Airlines, s'écrase avec 71 personnes à bord.
- Le 18 février, lors du vol 3704 Iran Aseman Airlines, un ATR-72 disparaît 50 minutes après le décollage dans la région de Semirom avec 66 personnes à bord.
- Le 12 mars, lors du vol 211 US-Bangla Airlines, un Bombardier Q400 de la compagnie US Bangla Airlines, s'écrase avec 71 personnes à bord.
- Le 11 avril, un Iliouchine Il-76 algérien s'écrase peu après son décollage de la base de Boufarik.
- Le 18 mai, le vol 972 Cubana, un Boeing 737-200 de la compagnie cubaine Cubana de Aviacion, s'écrase peu après son décollage de Aéroport international José-Martí.
- Le 29 octobre, en Indonésie, le vol 610 Lion Air, un Boeing 737 Max 8 de la compagnie Lion Air, s'abime au large des côtes, 13 minutes après son décollage. Les 189 personnes à bord décèdent.

### 2019
- Le 14 janvier, un Boeing 707 de la Saha Airlines s'écrase sur une zone résidentielle.
- Le 21 janvier, un monomoteur Piper PA-46 Malibu disparaît dans la Manche, tuant le footballeur Emiliano Sala qui se trouvait à bord.
- Le 10 mars, le vol 302 Ethiopian Airlines, un Boeing 737 Max d'Ethiopian Airlines s'écrase quelques minutes après son décollage. Les 157 personnes à bord décèdent.
- Le 5 mai, le vol 1492 Aeroflot, est victime d'un incendie en vol et retourne atterrir d'urgence à l'aéroport Cheremetievo dont il avait décollé.
- Le 4 octobre, le vol cargo Ukraine Air Alliance 4050 s'écrase à 1,5 km de la piste de l’aéroport international Lviv Danylo Halytskyi. Sur les huit personnes à bord de l'Antonov An-12, cinq meurent et les trois autres sont gravement blessées.
- Le 24 novembre, un Dornier 228 s'écrase au Congo juste après son décollage.
- Le 25 novembre, une collision d'hélicoptères français au Mali provoquant la mort de treize militaires français en opération.
- Le 27 décembre 2019, au Kazakhstan, un Fokker F100 assurant le vol 2100 Bek Air avec 98 personnes à bord s'écrase au décollage de l'aéroport d'Almaty.